# アレクサンダー・カーター・ビング
アレクサンダー・カーター・ビング（英語: Alexander Carter Bing、繁体字中国語: 葉艾炳、1949年または1950年 - ）は、マーシャル諸島の外交官、大使。アレックス・カーター・ビング（英語: Alex Carter Bing）、あるいはミドルネームを省略してアレクサンダー・ビング（英語: Alexander Bing）とも。
2002年から2008年にかけて在中華民国大使。駐台大使離任後に民間へ戻ったが、再び大使を拝命し、2022年より駐日大使を務めている。

## 外交経歴
2002年5月8日、台北の中華民国総統府で陳水扁総統に信任状を捧呈して、初代在中華民国大使に就任。2008年2月27日、ビング大使は離任に当たって中華民国とマーシャル諸島の友好関係に貢献した功績を讃えられ、黄志芳外交部長より大綬景星勲章を受章した。
2022年3月30日、次期駐日大使として東京で森健良外務事務次官に信任状の真正な写し（副本）を提出。同年4月26日、皇居で天皇に信任状を捧呈して駐日大使に就任した。